# Macrognathus pancalus
Macrognathus pancalus és una espècie de peix pertanyent a la família dels mastacembèlids.

## Descripció
- Fa 18 cm de llargària màxima.[3][4]

## Hàbitat
És un peix d'aigua dolça i salabrosa, bentopelàgic i de clima tropical (38°N-8°N) que viu per sota dels 366 m d'altitud.

## Distribució geogràfica
Es troba a Àsia: el Pakistan, l'Índia, Bangladesh i el Nepal.

## Observacions
És inofensiu per als humans.